# Noceto
Noceto – miejscowość i gmina we Włoszech, w regionie Emilia-Romania, w prowincji Parma.
Według danych na rok 2004 gminę zamieszkiwały 10 624 osoby, 134,5 os./km².

## Współpraca
- Walnut Creek, Stany Zjednoczone
- Noyers-sur-Serein, Francja
- Cricova, Mołdawia